# Villersø Sogn
Villersø Sogn er et sogn i Norddjurs Provsti (Århus Stift).
I 1800-tallet var Villersø Sogn anneks til Veggerslev Sogn. Begge sogne hørte til Djurs Nørre Herred i Randers Amt. Veggerslev-Villersø sognekommune blev ved kommunalreformen i 1970 indlemmet i Nørre Djurs Kommune, som ved strukturreformen i 2007 indgik i Norddjurs Kommune.
I Villersø Sogn ligger Villersø Kirke.
I sognet findes følgende autoriserede stednavne:
- Dalstrup (bebyggelse)
- Dalstrup Kær (bebyggelse)
- Dalstrup Mark (bebyggelse)
- Kristiansminde (bebyggelse)
- Villersø (bebyggelse, ejerlav)